# 衛生植物検疫措置の適用に関する協定
衛生植物検疫措置の適用に関する協定（えいせいしょくぶつけんえきそちのてきようにかんするきょうてい、Agreement on Sanitary and Phytosanitary Measure、通称SPM協定）は、 ウルグアイラウンドにおける非関税措置に関する交渉の結果として、1995年に世界貿易機関を設立するマラケシュ協定（WTO設立協定）に包含された条約である。日本法においては、国会承認を経た「条約」であるWTO設立協定（日本国政府による法令番号は、平成6年条約第15号）の一部として扱われる。

## 概要
SPM協定は、WTO協定の附属書1Aに属する一括受託協定である。

「衛生植物検疫措置の適用に関する協定」と訳されているが、SPS協定は「検疫」（Quarantine）だけでは、最終製品の規格、生産方法、リスク評価方法など、食品安全、動植物の健康に関する全ての措置（SPS措置）を対象としている。協定は、SPS措置が、恣意的又は不当な差別の手段や国際貿易に対する偽装した制限とならないようにし、当該措置の貿易に対する悪影響を最小にするため、当該措置の企画、採用及び実施の指針となる規則及び規律の多角的な枠組みを確立するためのものである。